# Капистрело
Капистрело (итал. Capistrello) је насеље у Италији у округу Л'Аквила, региону Абруцо.
Према процени из 2011. у насељу је живело 4795 становника. Насеље се налази на надморској висини од 732 м.

## Становништво
| 1931. | 1936. | 1951. | 1961. | 1971. | 1981. | 1991. | 2001. | 2011. |
| ----- | ----- | ----- | ----- | ----- | ----- | ----- | ----- | ----- |
| 5.519 | 5.454 | 5.944 | 5.711 | 5.426 | 5.525 | 5.597 | 5.429 | 5.341 |